# Wolfgang Kraak
Wolfgang Kraak (* 22. Juni 1923 in Sorau; † 23. April 2015 in Dresden) war ein deutscher Ingenieur mit den Fachgebieten Akustik und Signalanalyse und Professor für Technische Akustik an der Technischen Universität Dresden.

## Leben
Wolfgang Kraak absolvierte von 1939 bis 1947 eine Maschinenschlosserlehre in Sorau und ein Maschinenbaustudium in Ilmenau; danach war er Soldat, Neulehrer und belegte ein Vorstudium. Von 1947 bis 1952 studierte er Elektrotechnik an der TH Dresden. 1952 bis 1956 war er Assistent und Oberassistent bei Walter Reichardt. 1957 promovierte er an der TH Dresden zum Thema „Elektroakustische Messungen an Raummodellen“. Von 1957 bis 1961 war er Leiter der Akustikabteilung des Forschungszentrums der Luftfahrtindustrie. Wolfgang Kraak war von 1961 bis 1966 am Aufbau und der Leitung des VEB Schwingungstechnik und Akustik Dresden beteiligt. 1965 habilitierte er mit der Arbeit „Schallisolation und Schallabsorption poröser Absorber mit offenen Poren“ an der TU Dresden. Zwischen 1966 und 1988 übte er eine Lehr- und Forschungstätigkeit an der TU Dresden aus. 1969 erhielt Wolfgang Kraak eine Berufung zum ordentlichen Professor für Technische Akustik. 1988 erfolgte seine Emeritierung. 1991 wurde er Ehrenmitglied der Audio Engineering Society.

## Arbeitsgebiete
- Raumakustische Modellmesstechnik
- Schallausbreitung in großen flachen Räumen mit Streukörpern
- Computersimulation von Schallfeldern in Räumen
- Schallabsorber
- Gehörschädlichkeit von Lärm
- Entwicklung des Dresdner Gehörschadensmodells
- Signalanalyse und akustische Messtechnik

## Auszeichnungen
- Békésy-Medaille des Ungarischen Optischen, Akustischen und Filmtechnischen Vereins (Optikai, Akusztikai és Filmtechnikai Egyesület)
- 1994: Helmholtz-Medaille[6] der Deutschen Gesellschaft für Akustik

## Schriften
Bücher zum Fachgebiet Akustik
- mit H. Weißing: Schallpegelmeßtechnik. Verlag Technik, 1970.
- Investigations on Criteria for the Risk of Hearing Loss Due to Noise. In: TO-BIAS, J.V.
- mit W. Fasold, W. Schirmer als Hrsg.: Taschenbuch Akustik, Teil 1 und 2. Verlag Technik, Berlin 1984.
- mit W. Wöhle: Elektroakustik. In: E. Philippow (Hrsg.): Taschenbuch Elektrotechnik, Bd. 2. Verlag Technik, 1987.
- mit G. Schommartz als Hrsg.: Angewandte Akustik. Bd. 1–5. Verlag Technik, 1988–1990.

Lehrbriefe und Vorlesungsskripte (Auswahl)
- Theoretische Akustik. 2 Lehrbriefe für das Fernstudium. TU Dresden, 1968.
- Akustische Messtechnik. 2 Lehrbriefe für das Fernstudium. VEB Verlag Technik, 1968.
- Signalanalyse. 3 Lehrbriefe für das Fernstudium. TU Dresden, 1973–1988.
- mit W. Wöhle: Akustische Wellen und Felder. Heft 1–4. Studienmaterial für die Weiterbildung. TU Dresden, 1973.

Ausgewählte Publikationen
- Elektroakustische Messungen an Raummodellen. Dissertationsschrift, Technische Hochschule Dresden, 1957.
- Schallisolation und Schallabsorption poröser Absorber mit offenen Poren. Habilitationsschrift, Technische Universität Dresden, Fakultät für Elektrotechnik, 1965.
- Der dynamische Strömungsstandwert kreisförmiger, kurzer Kanäle. Hochfrequenztechnik und Elektroakustik, 65 (1956), 46–49.
- Schallabsorption und Schallisolation poröser Absorber mit sehr leichtem elastischem Skelett. Hochfrequenztechnik und Elektroakustik, 71 (1962), 86–98.
- Die Bestimmung der Schallabsorption geschichteter poröser Absorber bei schrägem und statistischem Schalleinfall mit einem Analogierechner. Hochfrequenztechnik und Elektroakustik, 71 (1962), 155–160.
- Beitrag zur statistischen Behandlung des Nachhallvorganges. Hochfrequenztechnik und Elektroakustik, 64 (1955), 90–93.
- Elektroakustische Messungen an Raummodellen. Hochfrequenztechnik und Elektroakustik, 65 (1956), 91–98.
- mit H. Ertel, G. Fuder, L. Kracht: Risk of hearing damage caused by steadystate and impulsive noise. J. Sound and Vibr. 36 (1974), 347–359.
- mit G. Hofmann: Nachweis der physiologischen Beanspruchung und der Schädigung des Meerschweinchengehörs nach Lärmeinwirkung mittels Elektrocochleografie. Arch. Oto-Rhino-Laryng. 215 (1977), 301–310.
- mit G. Fuder, L. Kracht: Die Ausbildung von Gehörschäden als Folge der Akkumulation von Lärmeinwirkungen. Acustica 38 (1977), 102–117.
- Die Bewertung des Schalldruckes bei der Messung industriellen impulsiven und intermittierenden Lärms. Acustica, Stuttgart 54 (1983), 84–96.
- mit G. Fuder: Erfassung der Informationskapazität des Gehörs bei Innenohrschäden mit Recruitment. In: Angewandte Akustik, Bd. 1, VEB Verlag Technik Berlin 1988, 246–269.
- Test zum individuellen Gehörschadensrisiko. Acustica, Stuttgart 80 (1994), 156–165.
- mit K. Joiko, V. Bormann: Durchhören von Sprache bei Leichtbauwänden. Zeitschrift Lärmbekämpfung 49 (2002), S. 79–85.